# Université HafenCity Hambourg
Pour les articles homonymes, voir HCU.
L'université HafenCity Hambourg (en allemand : HafenCity Universität Hamburg ou HCU) — également appelée l'université de l'architecture et du développement métropolitain (Universität für Baukunst und Metropolenentwicklung) — est une université publique à Hambourg, en Allemagne, centrée sur l'architecture, le génie civil et l'urbanisme.
L'université tient son nom de son emplacement dans le quartier de HafenCity, lieu d'un renouvellement urbain où les anciens entrepôts portuaires de Hambourg sont remplacés par des bureaux, des hôtels, des magasins, des bâtiments officiels et des zones résidentielles.

## Formation
La HCU propose une formation en licence et en master dans les domaines suivants :
- l'architecture ;
- le génie civil ;
- la géomatique ;
- la culture métropolitaine ;
- la planification urbaine.

Des masters en design urbain et en efficacité des ressources en architecture et en urbanisme sont également proposés.

## Personnel enseignant
- Gesine Weinmiller, architecte